# Francesco Totti
Francesco Totti (pronunciación en italiano: /franˈʧesko ˈtɔtti/; Roma, 27 de septiembre de 1976) es un exfutbolista italiano que jugaba de centrocampista ofensivo o delantero. Desarrolló toda su carrera en la A. S. Roma y en la selección de fútbol de Italia, siendo considerado como uno de los mejores jugadores de su generación y de la historia de su país. 
Inició su carrera deportiva a la edad de siete años en el Fortitudo Luditor para luego pasar al Smit Trastevere y al Lodigiani. En 1989 se integró al equipo juvenil de la A. S. Roma y debutó profesionalmente en 1993 después de su ascenso al primer equipo. Con el club romano obtuvo cinco títulos a nivel nacional (una Serie A, dos Copas de Italia y dos Supercopas de Italia), así como nueve subcampeonatos de Serie A. Además posee el récord de ser el futbolista con la mayor cantidad de encuentros disputados y más goles anotados con la camiseta giallorossa.
Con la selección de fútbol de Italia participó en dos Eurocopas y en dos ediciones de la Copa Mundial de Fútbol, siendo su mejor resultado el campeonato obtenido en la Copa Mundial de Fútbol de 2006 luego de superar por 5-3 en tanda de penaltis a la selección de Francia en la final. En 2004 fue incluido en la lista de Futbolistas FIFA 100 elaborada por el exfutbolista Pelé a petición de la FIFA. Asimismo, ha obtenido diversos títulos individuales como el Guerin d'Oro, la Bota de Oro, el Balón de Plata, entre otros, y es el tercer máximo goleador histórico de la liga italiana con 250 goles, solo superado por Silvio Piola y Giuseppe Meazza.

## Trayectoria

### Inicios y debut en la Serie A

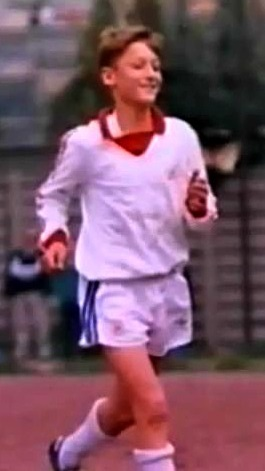
Totti disputando un partido con el Lodigiani.

Desde pequeño mostró su predilección hacia el fútbol, por lo que sus padres (Enzo y Fiorella) lo inscribieron en el equipo de su vecindario, el Fortitudo, donde ocupó la posición de centrocampista y en 1986, ingresó en el equipo de fútbol amateur Lodigiani. Su madre rechazó una propuesta lucrativa del Milán, porque no quería que se fuera de su ciudad natal, por lo que en 1989 se integró a las divisiones inferiores de la Roma. Después de tres años en el equipo juvenil del equipo romano, a los 16 años de edad Totti debutó en la Serie A el 28 de marzo de 1993, en un encuentro ante el Brescia Calcio con victoria para su club por marcador de 2:0.
En las siguientes temporadas empezó a disputar encuentros de forma más regular y marcó su primer gol el 4 de septiembre de 1994, en el empate 1:1 ante el Foggia. Antes de 1995, se convirtió en titular en el equipo logrando dieciséis anotaciones en las siguientes tres temporadas. En 1997, fue nombrado capitán y empezó a adquirir reconocimiento como un símbolo del club, disputó treinta encuentros y anotó cinco goles. Al año siguiente, fue elegido como el mejor futbolista joven de la Serie A.
En la temporada 2000-01, con la llegada de Fabio Capello a la dirección técnica del club, Francesco fue alineado como segundo delantero logrando anotar trece goles, consiguiendo de esta forma su primer título de Serie A, y el 17 de junio de 2001, en la Supercopa de Italia, anotó un gol en la victoria de su club por 3:0 ante la Fiorentina. Fue nombrado futbolista italiano del año dos veces consecutivas y recibió su segunda nominación para el Balón de Oro, finalizando en la quinta posición en las votaciones. En los años siguientes, siguió como segundo delantero, anotó veinte goles en treinta y un encuentros en la temporada 2003-04, obteniendo el subcampeonato de la liga detrás del Milán.

### Las dos Copas de Italia y la segunda Supercopa
La campaña 2004-05, fue decepcionante para la Roma, con la salida de Fabio Capello a la Juventus de Turín y finalizando en el octavo lugar del campeonato. A pesar de esto Totti mantuvo su poder ofensivo y marcó quince goles, entre ellos su gol #100, el 3 de octubre de 2004, en un encuentro ante el Inter de Milán, anotando de tiro libre. Dos meses después, el 19 de diciembre, se convirtió en el máximo goleador del equipo romano al anotar su gol #107, batiendo el récord de Roberto Pruzzo. Con la llegada al banquillo de la Roma de Luciano Spalletti, adelantó su posición en el campo, pasando a jugar como único punta, puesto al que se adaptó con gran facilidad, como demuestra la obtención del título de Capocannoniere de la Serie A y la Bota de Oro.

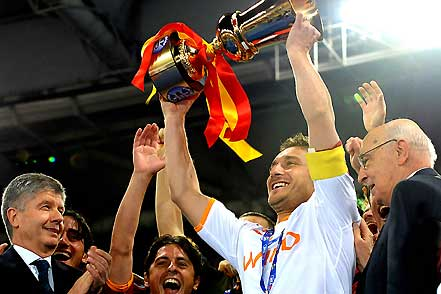
Totti levantando la Copa Italia obtenida por la Roma en 2008.

El 19 de septiembre de 2006, durante un encuentro ante el Empoli, se fracturó la pierna izquierda y sufrió daños en los ligamentos del tobillo, manteniéndose alejado de las canchas durante tres meses. Regresó el 11 de mayo de 2006, en el encuentro de vuelta de la final de la Copa Italia ante el Inter de Milán, ingresando en sustitución de Stefano Okaka Chuka. Desde entonces, juega con una placa de metal y unos diez tornillos en el tobillo.
La temporada 2006-07 fue de gran satisfacción para Francesco, ya que se convirtió nuevamente en el goleador del campeonato con veintiséis anotaciones. El club finalizó en el segundo lugar de la liga, detrás del Inter, tomando revancha en la final de la Copa Italia que conquistaron en encuentros de ida y vuelta, por marcador global de 7:4.
En la siguiente temporada, marcó su gol #200, en la victoria por 4:0 ante el Torino y el 28 de enero de 2008 fue nombrado por quinta vez como el futbolista italiano del año en la Serie A. Nuevamente sufrió una lesión, esta vez en la rodilla derecha, durante un encuentro ante el Livorno, por lo que estuvo fuera del equipo durante cuatro meses. El equipo romano obtuvo nuevamente la Copa Italia, y aunque Totti no participó en la final, se le permitió levantar la copa como el capitán del equipo.

«Ganar la copa en casa nos da una inmensa satisfacción, porque nuestros admiradores se merecen esto. Esta victoria muestra que ahora somos muy competitivos».
Francesco Totti, (24 de mayo de 2008).

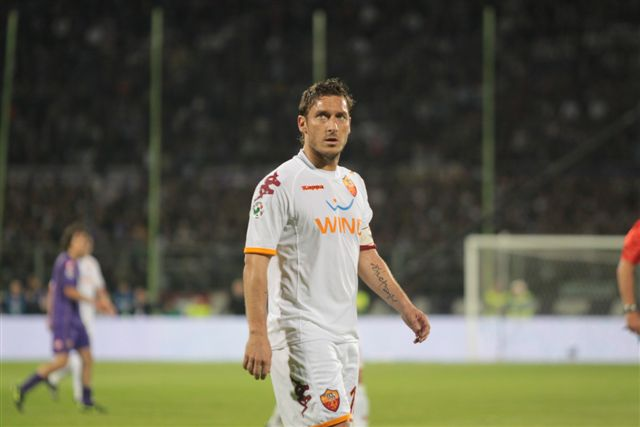
Francesco durante un encuentro ante la Fiorentina.

Después de recuperarse de la lesión sufrida en la rodilla derecha, regresó al equipo el 24 de agosto de 2008 para disputar el encuentro por la Supercopa de Italia ante el Inter de Milán en el estadio Giuseppe Meazza, ingresó en el minuto 86 en sustitución de Simone Perrotta, hasta ese momento con victoria para el Inter por 2:1, sin embargo Mirko Vučinić decretó el empate 2:2 en el minuto 90 y el encuentro se entendió a tiempo extra y luego a la tanda de penaltis, en donde Francesco fue el encargado de ejecutar el quinto penal de la Roma el cual falló al igual que su compañero de equipo Juan, finalmente el Inter obtuvo el título por marcador de 6:5.
La Roma inició la campaña 2008-09 sin la presencia de Totti que se resintió de su lesión después de un choque con Maicon durante la final de la supercopa. Reapareció nuevamente el 16 de noviembre de 2008 para disputar el derbi romano ante la Lazio, asistiendo a Júlio Baptista para que marcara el gol de la victoria. En total disputó veinticuatro encuentros y marcó trece goles en la liga, incluido su gol #178 para igualar a Giampiero Boniperti en la decimosexta posición de los máximos goleadores históricos de la Serie A.

### Totti entre los máximos goleadores de todos los tiempos

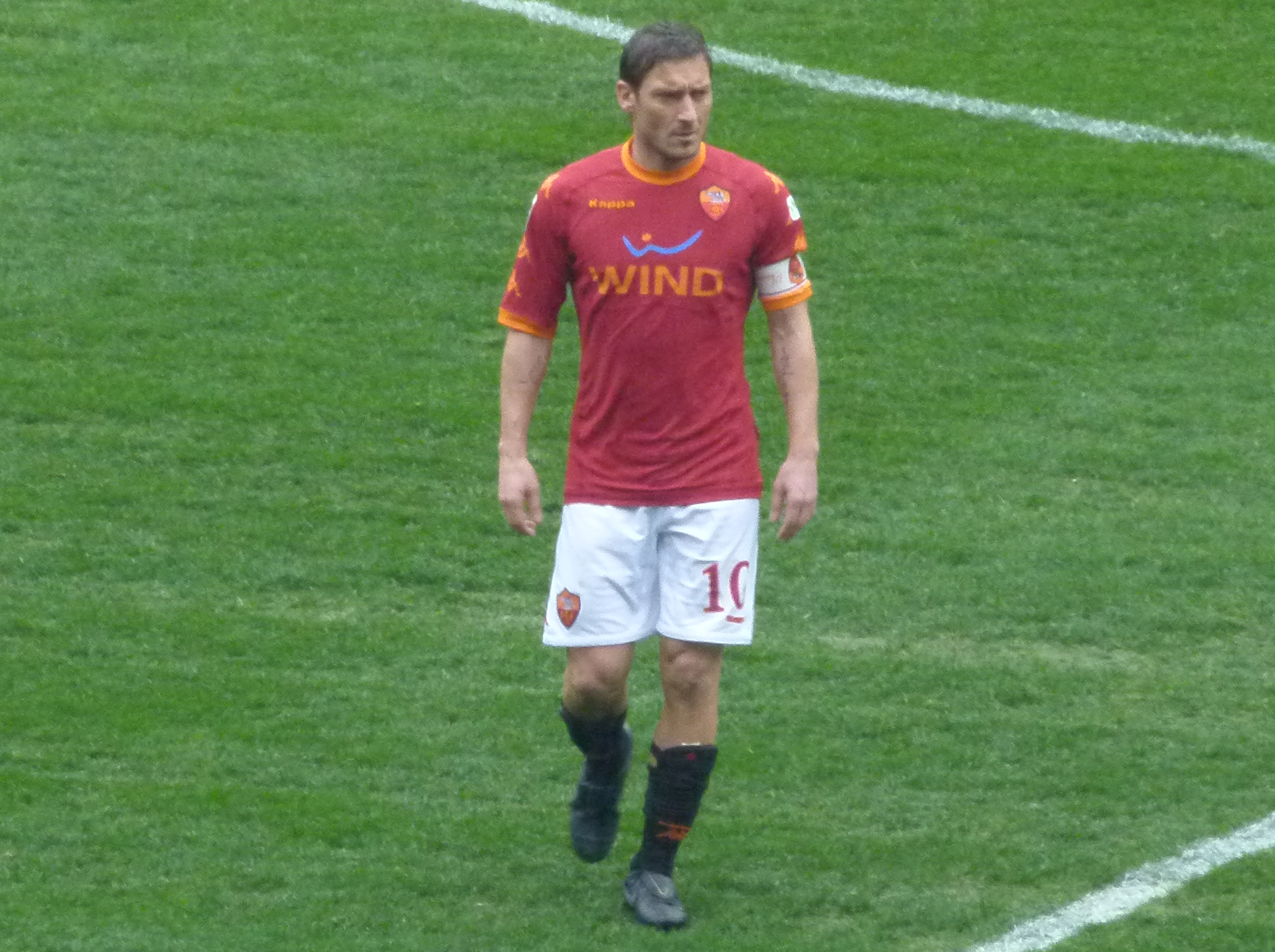
Totti durante el derbi de Roma jugado en 2011.

En el primer encuentro oficial de la temporada 2009-10, anotó dos goles (el primero de ellos de tiro libre y el segundo de tiro penal) contra el Gante de Bélgica en la tercera ronda previa de la UEFA Europa League. También marcó un gol en la derrota por 3:2 ante el Genoa en la primera jornada del campeonato local. Contra el Košice, el rival de los romanos en la cuarta ronda previa de la Europa League, anotó un doblete en el encuentro de ida y un hat-trick en el encuentro de vuelta, alcanzando la cifra de treinta y cuatro goles en competiciones europeas, y avanzando a la fase grupos junto con el Fulham, Basilea y Sofía.
Al finalizar la ronda de grupos la escuadra giallorossi ocupó el primer lugar con trece puntos, logrando de esta manera avanzar a los dieciseisavos de final, donde fueron eliminados por el Panathinaikos de Grecia. En diciembre de 2009 renovó su contrato hasta junio de 2014. También recibió la confianza para desempeñar un papel en el Comité Técnico de Gestión de la sociedad. El 5 de mayo de 2010, a pocos minutos para la culminación del juego final de la Copa Italia 2009-10 contra el Inter de Milán, Totti golpeó por detrás con una fuerte patada en la pierna derecha a Mario Balotelli y fue expulsado.
El hecho fue duramente criticado por el entonces Presidente de Italia Giorgio Napolitano, que calificó el acto como imprudente y de violencia intolerable. Cuatro días más tarde marcó un gol en la victoria por 2:1 sobre el Cagliari Calcio en la penúltima jornada del campeonato. Con ese anotación, llegó a los 192 goles y se posicionó en el noveno lugar de los máximos goleadores de la Serie A. Durante la temporada 2010-11, anotó quince goles en treinta y dos encuentros de la liga, sin embargo la Roma tuvo una temporada irregular y finalizó en el sexto puesto con sesenta y tres puntos producto de dieciocho victorias, nueve empates y once derrotas, a diecinueve puntos del primer lugar.

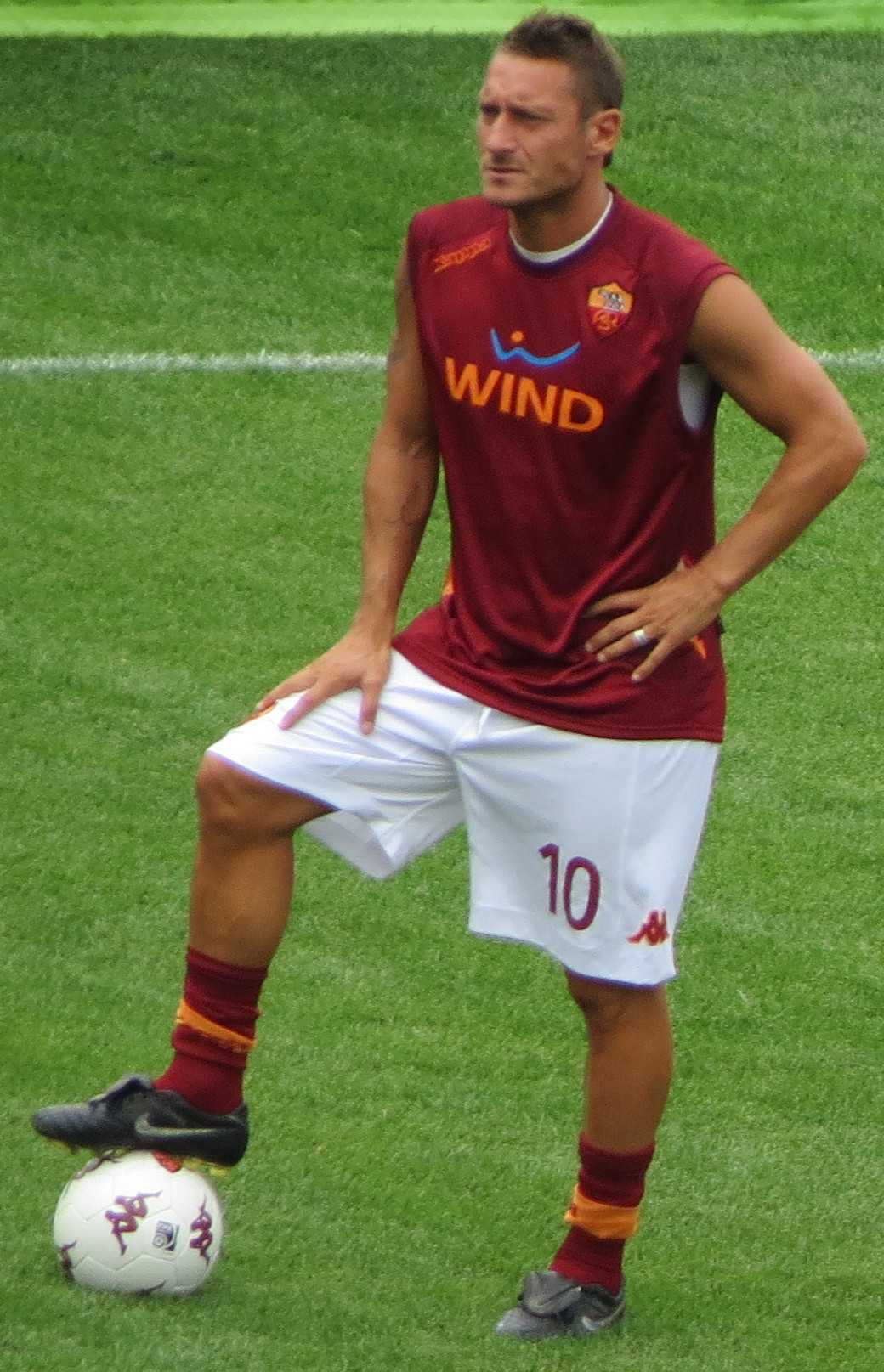
Francesco Totti en 2012.

En la Liga de Campeones de la UEFA 2010-11 formaron parte del grupo E junto con el Bayern de Múnich, Basilea y Cluj. Culminaron en la segunda posición con diez puntos, aunque fueron eliminados en la siguiente fase por el Shajtar Donetsk de Ucrania. El 20 de marzo de 2011, celebró su ducentésimo y ducentésimo primer gol en la Serie A en un encuentro ante la Fiorentina, convirtiéndose en el sexto futbolista con más de 200 goles en la máxima categoría después de Silvio Piola, Gunnar Nordahl, Giuseppe Meazza, José Altafini y Roberto Baggio. El 1 de mayo, anotó dos goles en la victoria sobre el Bari por 3:2, llegando a los 206 goles para superar a Baggio como el quinto futbolista más prolífico en la historia de la Serie A.
Su debut en la temporada 2011-12 se produjo el 18 de agosto de 2011 en el encuentro de ida de la cuarta ronda previa de la Liga Europa de la UEFA ante el Slovan Bratislava de Eslovaquia. Francesco ingresó como sustituto en el minuto 72. En el encuentro de vuelta fue alineado como titular, pero tras empatar 1:1 su club fue eliminado de la competición. Durante esta misma temporada anotó ocho goles en veintisiete encuentros de la liga, además disputó dos partidos más en la Copa Italia, donde la Roma enfrentó en los octavos de final a la Fiorentina a la que vencieron por marcador de 3:0. Posteriormente fueron eliminados del torneo en los cuartos de final por la Juventus de Turín.
El 5 de mayo de 2012, durante el encuentro entre Roma y Catania disputó su partido #500 con la camiseta giallorossi, el encuentro finalizó 2:2, con un doblete de Totti. Luego de la renuncia de Luis Enrique a la dirección técnica del club, los directivos anunciaron el regreso de Zdeněk Zeman al banquillo giallorossa. Zeman utilizó un esquema táctico de 4-3-3 y ubicó a Totti como extremo izquierdo en una posición más cercana al arco contrario. El 2 de septiembre de 2012, proporcionó dos asistencias a Alessandro Florenzi y Daniel Osvaldo en la victoria por 3:1 sobre el Inter en San Siro. Tras el partido, recibió elogios por parte de los medios de comunicación acerca de su rendimiento.
Dos semanas más tarde, anotó su gol número 216 en el empate 1:1 en condición de local ante la Sampdoria, convirtiéndose en el cuarto futbolista con la mayor cantidad de goles en la historia de la Serie A. El 8 de diciembre marcó su primer doblete de la temporada ante la Fiorentina. El 17 de marzo de 2013, marcó su gol número 226 y logró superar al sueco Gunnar Nordahl como el tercer goleador histórico de la liga italiana. Totti terminó el campeonato con un total de doce goles en treinta y cuatro partidos, además estuvo presente en tres encuentros más de la Copa Italia donde obtuvieron el subcampeonato luego de ser derrotados en la final por marcador de 1:0 por la Lazio.

### Tres subcampeonatos y nuevos récords individuales

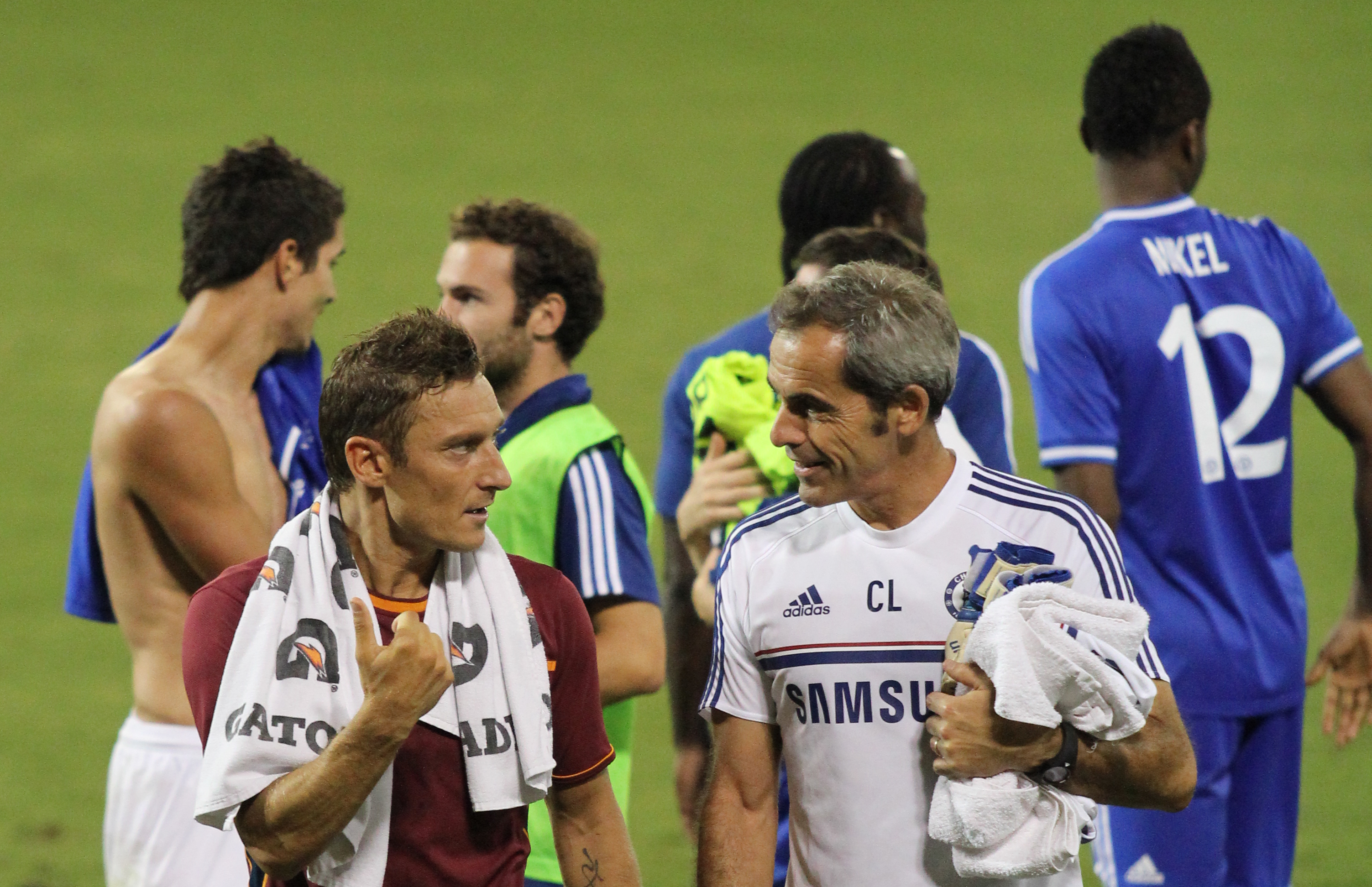
Totti junto con Christophe Lollichon luego de disputar un partido amistoso contra el Chelsea.

Durante el verano de 2013, la Roma contrató al entrenador francés Rudi García, quien reposicionó a Totti como centrodelantero. El 16 de septiembre de 2013, anotó su primer gol de la temporada 2013-14 en la victoria por 3:1 contra el Parma. Cuatro días después firmó una extensión de su contrato hasta el año 2016 por 3,2 millones de euros al año. El 5 de octubre marcó su quincuagésimo doblete de su carrera en la victoria de su club por 3:0 sobre el Inter de Milán, ese partido fue el número 542 en la liga, superando a Roberto Mancini y posicionándose como el sexto futbolista con la mayor cantidad de presencias en la Serie A.
Dos semanas más tarde durante el encuentro entre Roma y Napoli sufrió una lesión en su muslo derecho que lo mantuvo fuera de acción durante dos meses. Luego de regresar al campo de juego el 12 de enero de 2014 en la victoria por 4:0 sobre el Genoa y 3:1 ante el Hellas Verona, Francesco se vio obligado a ausentarse nuevamente durante unos meses tras sufrir una contusión en su nalga derecha. El 25 de marzo celebró su partido 700 con la camiseta giallorossi. Al finalizar la temporada el club romano ocupó la segunda posición con ochenta y cinco puntos a diecisiete del primer lugar, mientras que en la Copa Italia fueron eliminados en la semifinal por el Napoli por marcador global de 5:3.
En la siguiente temporada, Francesco debutó el 30 de agosto de 2014 en la primera jornada de la liga ante la Fiorentina, con victoria para su club por 2:0. En total disputó veintisiete encuentros y anotó ocho goles. Al final de la campaña la Roma obtuvo el subcampeonato de la Serie A con setenta puntos producto de diecinueve victorias, trece empates y seis derrotas. En la Copa Italia de esa misma temporada, avanzaron hasta los cuartos de final, tras ser derrotados por 2:0 por la Fiorentina. En dicha competición disputó dos encuentros. En la Liga de Campeones el club romano fue eliminado en la fase de grupos al finalizar en la tercera posición con cinco puntos (una victoria y un empate ante el C. S. K. A. Moscú y un empate contra el Manchester City), mientras que en la Liga Europa de la UEFA avanzaron hasta los octavos de final tras ser eliminados por marcador global de 4:1 por la Fiorentina.

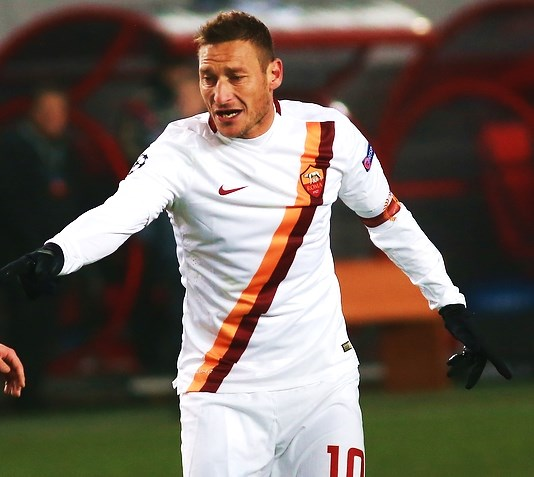
Francesco disputando un partido de la Liga de Campeones ante el C. S. K. A. Moscú.

El 20 de septiembre de 2015 marcó su primer gol de la campaña 2015-16 ante el Sassuolo Calcio, con esta anotación sumó 300 goles con la camiseta de la Roma en todas las competiciones. Durante la segunda mitad de la temporada, que se caracterizó por no tener una buena relación con el técnico Luciano Spalletti, no tuvo mucho espacio dentro del equipo (también debido a diversos problemas físicos). Sin embargo a pesar de no contar con muchos minutos de juego, consiguió marcar algunos goles importantes para su equipo.
El 17 de febrero de 2016 disputó el partido de ida por los octavos de final de la Liga de Campeones contra el Real Madrid, convirtiéndose en el tercer futbolista con más edad, después de Ryan Giggs (40 años y 123 días) y Paolo Maldini (39 años y 252 días) en participar en esta fase del torneo continental. A partir del mes de abril Totti a menudo resultó decisivo ingresando como sustituto: durante el partido en casa contra el Torino del 20 de abril, marcó un gol a los 22 segundos después de entrar en el campo (récord en una temporada de Serie A y el gol más rápido de su carrera), volvió a marcar pocos minutos después de tiro penal, revirtiendo el marcador en contra de 1:2 a 3: 2 a favor de su club; con 39 años y 7 meses se convirtió en el futbolista más veterano en marcar dos goles en la máxima categoría.
En el mismo juego, superó a Roberto Baggio como el jugador con más goles marcados de penal en la liga, con 69 anotaciones en 86 partidos. El 2 de mayo, ingresó nuevamente como suplente en la segunda mitad del partido contra el Genoa y contribuyó a la remontada de la Roma, marcando el momentáneo 2:2 de tiro libre; fue su gol número 21 de esta forma en la liga, igualando a Baggio en el cuarto lugar del ranking de los jugadores que más goles han marcado de tiro libre en la Serie A; solo por detrás de Siniša Mihajlović (28), Andrea Pirlo (27) y Alessandro Del Piero (22). El 8 de mayo, en la victoria de su equipo por 3:0 ante el Chievo, se convirtió en el tercer futbolista con 600 partidos en la Liga, luego de Paolo Maldini con 647 apariciones y Javier Zanetti con 615 partidos. El 7 de junio de 2016 renovó su contrato por un año más.
En su primera aparición de la temporada 2016-17 contra Sampdoria el 11 de septiembre, igualó el récord de Paolo Maldini jugando durante 25 temporadas de la Serie A. Con la Roma perdiendo por 2:1 al descanso, Francesco salió del banquillo y asistió a Edin Džeko para que igualara el marcador y luego anotó el gol de la victoria. Su anotación significó que logró marcar al menos una vez en cada una de las últimas 23 temporadas consecutivas de su carrera. El 25 de septiembre, anotó de tiro penal su gol 250 en la liga en la derrota por 3:1 ante Torino. El 29 de septiembre, dos días después de su cumpleaños 40 fue elogiado por su rendimiento en la victoria en conidicón de local por 4:0 sobre el Astra Giurgiu en la Liga Europa de la UEFA; jugó los 90 minutos del partido, proporcionando dos asistencias, mientras que también participó en el tercer gol.
El 20 de octubre, hizo su 100.ª aparición en las competiciones de clubes de la UEFA, marcando dos goles en el empate a domicilio por 3:3 ante el Austria Viena. A finales de octubre, sufrió una lesión en el flexor de su muslo izquierdo durante una sesión de entrenamiento. Volvió a la acción el 27 de noviembre como sustituto en la victoria en casa por 3:2 sobre Pescara. El 1 de febrero de 2017, anotó un gol decisivo en el minuto 97 de la victoria por 2:1 ante Cesena en los cuartos de final de la Copa Italia, el triunfo permitió a Roma avanzar a las semifinales del torneo. El 15 de abril entró como suplente en el empate 1:1 frente a Atalanta para hacer su presencia 615 en la Serie A, igualando a Javier Zanetti en el tercer lugar de la clasificación de los jugadores con más partidos en la liga italiana. Su último partido con la camiseta de la Roma lo disputó el 28 de mayo de 2017 en la victoria por 3:2 ante el Genoa, ingresó como sustituto de Mohamed Salah en el minuto 54 y recibió una ovación de pie de los aficionados que se encontraban en el estadio.
El 17 de julio de ese mismo año, Totti confirmó su retirada del fútbol profesional y anunció que había aceptado una oferta de su antiguo equipo, la Roma, para convertirse en director del club. El 18 de septiembre, comenzó a estudiar un curso para obtener su licencia de entrenador de la UEFA. Sin embargo, se retiró del curso dos semanas después, ya que no podía asistir regularmente al curso debido a sus compromisos como director de la Roma; su excompañero de equipo Simone Perrotta ocupó su lugar. El 17 de junio de 2019 anunció su dimisión como directivo de la A. S. Roma, en una rueda de prensa de una hora de duración celebrada en la sede del Comité Olímpico Italiano, en la que acusó públicamente al presidente James Pallotta y a la directiva por no involucrarle lo suficiente en la toma de decisiones del club, hasta el punto de afirmar que reconsideraría un regreso solo bajo una propiedad diferente. Los acontecimientos marcaron el final de su asociación formal de 30 años con el club.

## Selección nacional

### Selecciones juveniles
Inició su participación en la selección italiana con la categoría sub-15 con la cual disputó cinco encuentros y anotó dos goles. Entre 1991 y 1992 marcó tres en goles en catorce encuentros con la selección de fútbol de Italia sub-16. En 1995 fue subcampeón de la Eurocopa Sub-18. El 20 de diciembre del mismo año, debutó con la selección sub-21 en un encuentro amistoso ante Bulgaria que finalizó con marcador de 2:0 a favor de los italianos. Formó parte de la plantilla que obtuvo el título de la Eurocopa Sub-21 en 1996, en total disputó dos encuentros y anotó un gol ante Francia en la semifinal. Al año siguiente obtuvo la medalla de oro con la selección sub-23 en los Juegos Mediterráneos de 1997, fue uno de los mejores futbolistas del torneo y marcó dos goles en la victoria por 5:1 sobre Turquía en la final.

### Selección absoluta

Totti y Del Piero en la final de la Eurocopa 2000.

Con la selección absoluta fue internacional en cincuenta y ocho ocasiones y marcó nueve goles. Su debut se produjo el 10 de octubre de 1998, en un encuentro amistoso contra la selección de Suiza, el cual finalizó con marcador de 2:0 a favor de los italianos, y su primer gol lo anotó el 26 de abril de 2000, en un encuentro amistoso ante el seleccionado de Portugal. Fue convocado por el técnico Dino Zoff para la Eurocopa 2000 disputada en Bélgica y Países Bajos, en la cual disputó cinco encuentros y anotó dos goles, el primero de ellos ante Bélgica en la primera ronda, y el segundo ante Rumania en los cuartos de final. En las semifinales enfrentaron a los Países Bajos, en el tiempo reglamentario el encuentro finalizó con marcador de 0:0, por lo que se definió mediante tiros desde el punto penal, fue el encargado de ejecutar el tercer penal para la squadra azzurra, el cual convirtió con un penalti a lo Panenka que no pudo ser atajado por Edwin van der Sar.
Finalmente, obtuvieron el subcampeonato al ser derrotados por marcador de 2:1 en la final ante Francia. En la Copa Mundial de Fútbol de 2002, Italia formó parte del grupo G junto con las selecciones de Croacia, Ecuador y México, Francesco disputó los tres encuentros de la ronda de grupos de titular aunque no llegó a marcar ningún gol. En los octavos de final se enfrentaron a Corea del Sur; el encuentro finalizó con marcador de 2:1 a favor de los asiáticos, y fue expulsado al recibir doble tarjeta amarilla por parte del árbitro ecuatoriano Byron Moreno. Fue nuevamente convocado para la Eurocopa 2004, llegando a disputar solo un encuentro, al ser expulsado por escupir al futbolista danés Christian Poulsen en el primer encuentro del grupo C.
El episodio no fue observado por el árbitro, sin embargo fue repetido sucesivamente por las cámaras de televisión y mediante el empleo de la prueba televisiva, fue sancionado durante los tres siguientes encuentros, aunque su selección fue eliminada en la primera fase. Poco antes del Copa Mundial de Fútbol de 2006 se fracturó la pierna izquierda, arriesgando su participación en el mundial. A pesar de no haberse recuperado totalmente, fue convocado por el técnico Marcello Lippi, disputando siete encuentros y anotando un gol de tiro penal en los octavos de final ante Australia. Fue titular en la final ante Francia, siendo sustituido por Daniele De Rossi en el minuto 61. Algunos meses después de la Copa del Mundo, Totti de común acuerdo con el técnico Roberto Donadoni expresó su voluntad de apartarse temporalmente de la selección, sin embargo el 20 de julio de 2007, se retiró oficialmente del seleccionado para dedicarse solo a la Associazione Sportiva Roma.

#### Participaciones en Copas del Mundo
| Mundial                        | Sede                  | Resultado        | PJ | Goles |
| ------------------------------ | --------------------- | ---------------- | -- | ----- |
| Copa Mundial Sub-17 de 1993    | Japón                 | Primera fase     | 2  | 1     |
| Copa Mundial de Fútbol de 2002 | Corea del Sur y Japón | Octavos de final | 4  | 0     |
| Copa Mundial de Fútbol de 2006 | Alemania              | Campeón          | 7  | 1     |

#### Participaciones en Eurocopas
| Eurocopa                | Sede                   | Resultado    | PJ | Goles |
| ----------------------- | ---------------------- | ------------ | -- | ----- |
| Eurocopa Sub-16 de 1993 | Turquía                | Subcampeón   | 5  | 1     |
| Eurocopa Sub-18 de 1995 | Grecia                 | Subcampeón   | 4  | 2     |
| Eurocopa Sub-21 de 1996 | España                 | Campeón      | 2  | 1     |
| Eurocopa 2000           | Bélgica y Países Bajos | Subcampeón   | 5  | 2     |
| Eurocopa 2004           | Portugal               | Primera fase | 1  | 0     |

## Perfil

### Estilo de juego

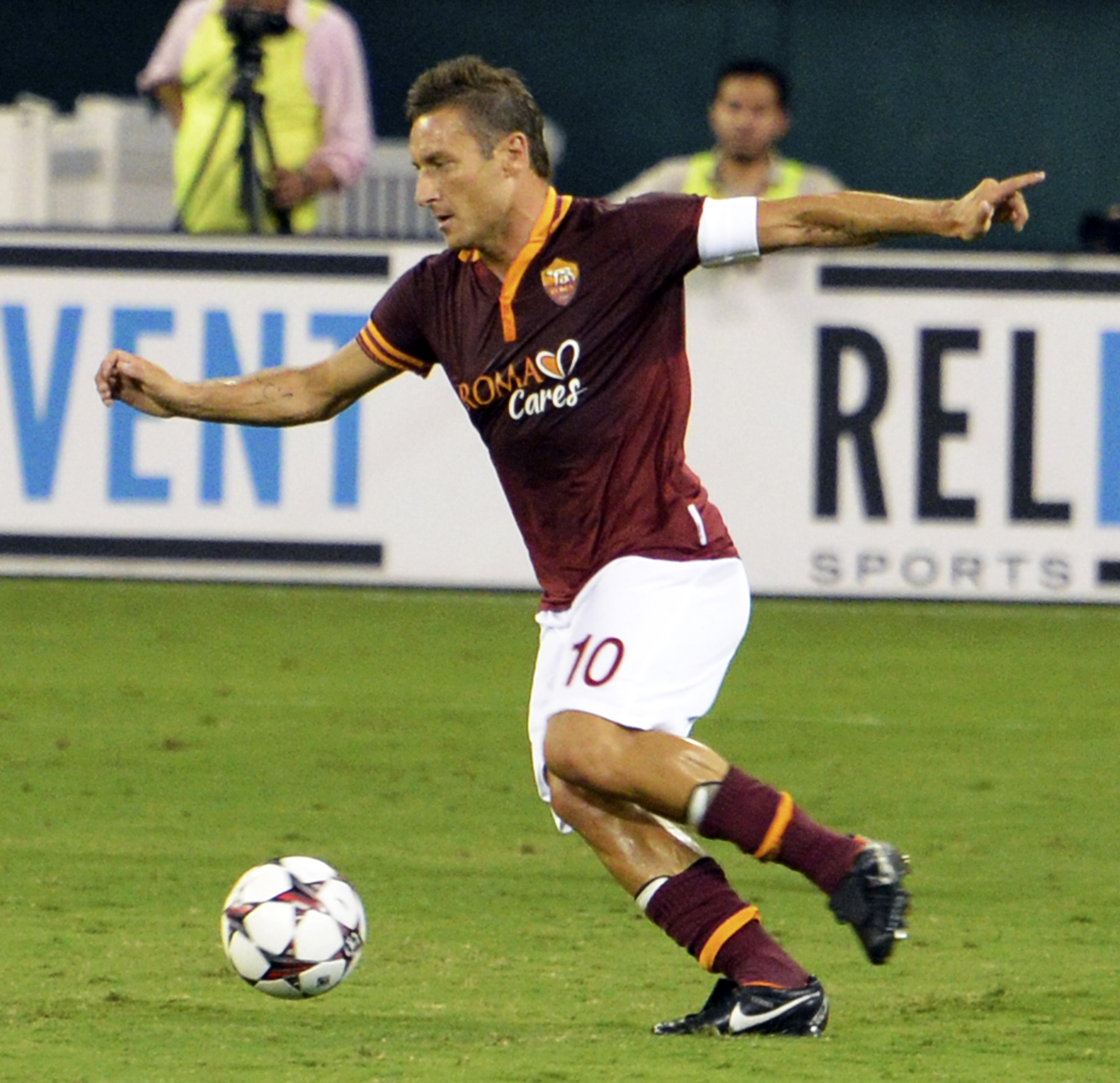
Totti durante un amistoso de pretemporada en 2013.

A menudo los medios de comunicación deportivos italianos lo llaman Er Bimbo de Oro, L'Ottavo Re di Roma (El Octavo Rey de Roma), Er Pupone (El Gran Bebé), Il Capitano (El Capitán) e Il Gladiatore (El Gladiador), Totti es considerado uno de los mejores futbolistas italianos de todos los tiempos, uno de los mejores jugadores de su generación, y el mejor jugador de la Roma de todos los tiempos. También es considerado por algunos como el mejor jugador italiano de todos los tiempos. A lo largo de su carrera, jugó predominantemente como un número 10 clásico, actuando como mediapunta ofensivo o como delantero de apoyo o de profundidad por detrás del delantero principal; sólo en los últimos años de su carrera en la Roma se desempeñó principalmente como delantero en solitario. Francesco era un centrocampista ofensivo elegante, de clase mundial y con un buen conocimiento del juego, y era un jugador tácticamente versátil, capaz de jugar en cualquier parte de la línea de ataque, y también fue utilizado ocasionalmente como extremo o como centrocampista central bajo la dirección de Zdeněk Zeman, y, sobre todo, como falso-9 bajo la dirección de Luciano Spalletti y Rudi García. Con Luis Enrique, también fue alineado ocasionalmente en un papel creativo más replegado en el centro del campo, funcionando como creador de juego en profundidad.

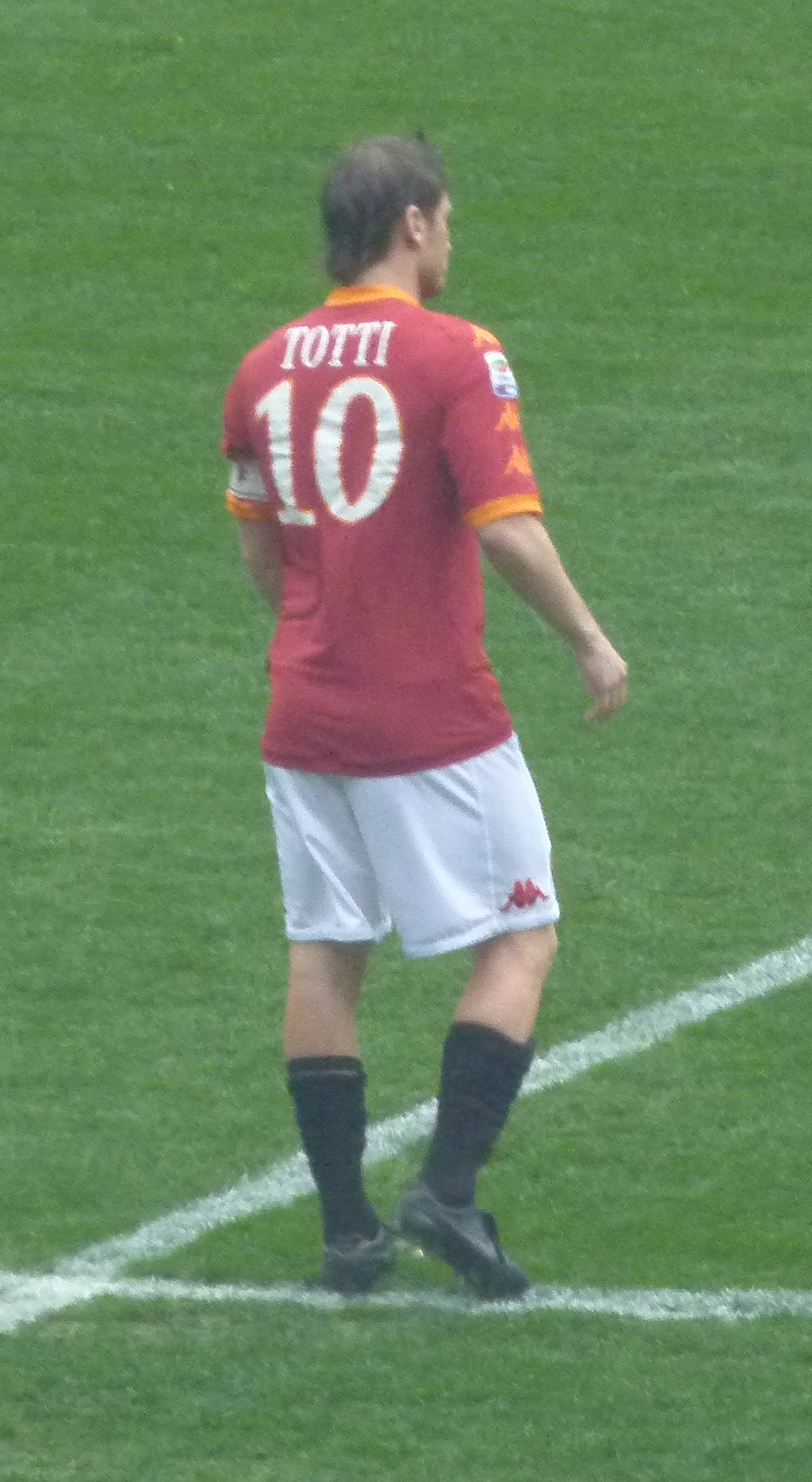
Totti usó el dorsal número 10 durante la mayor parte de su carrera en la Roma.

Aunque Totti era un prolífico goleador, también era conocido por su control del balón, su visión de juego, su creatividad y su variedad de pases, así como por su capacidad para marcar el ritmo en el centro del campo y dar pases y asistencias a sus compañeros, a menudo mediante su característico uso del pase sin mirar o del taconazo, en particular cuando retenía el balón o jugaba de espaldas a la portería. A lo largo de su carrera, ha sido especialmente elogiado por su excelente visión de juego, su técnica y su precisa capacidad de pase largo, que le permitía jugar el balón de primeras. Debido a sus movimientos y a su variedad de habilidades, su papel ha sido descrito en ocasiones como el de un delantero centro trabajador, desinteresado y dinámico, conocido como un «centravanti di manovra» en italiano (que se traduce literalmente como «delantero centro de maniobra»). Conocido por su ritmo de trabajo, su longevidad y su disposición a contribuir en la defensa, Totti experimentó un desarrollo atlético durante su etapa bajo el mando de Zeman: emprendió un programa de fortalecimiento muscular para adaptarse a los ritmos del fútbol del siglo XXI, ganando fuerza física, resistencia, forma física y potencia de disparo en detrimento de parte de su velocidad y agilidad, lo que también le permitió mantener un nivel de rendimiento constante en su carrera posterior.
A lo largo de su carrera, utilizó su equilibrio, su capacidad de regate y su aceleración para superar a sus rivales; a pesar de ser naturalmente diestro, poseía un potente y preciso disparo tanto desde dentro como desde fuera del área con ambos pies, y también era un preciso lanzador de penaltis y de tiros libres, capaz de golpear el balón con potencia o con desvío en las jugadas a balón parado. Francesco también marcó varios goles con tiros picados a lo largo de su carrera, y a menudo utilizaba esta técnica en los penaltis, que también se conocía como la técnica del «cucchiaio» (o «cuchara» en italiano); uno de los casos más famosos en los que Totti ejecutó este tipo de penaltis fue en la tanda de penaltis victoriosa del partido de semifinales de la Eurocopa 2000 entre Italia y los Países Bajos. Uno de sus goles más famosos, en el que regateó a Marco Materazzi, del Inter, antes de pasar el balón por encima del portero Júlio César, fue nombrado posteriormente el mejor gol de la Serie A de la temporada 2005-06. Marcó otro gol notable con esta técnica contra la Lazio en el derbi de Roma en 2002, que terminó con una victoria por 5:1 para la Roma. El título de su autobiografía de 2006, Tutto Totti: Mo je faccio er cucchiaio (Todo sobre Totti: Ahora lo voy a picar), hace referencia a esta técnica, así como a la declaración que hizo a sus compañeros de la selección italiana antes de su memorable penalti en la semifinal de la Eurocopa 2000 contra los Países Bajos. Tras haber sido capitán de la Roma durante varios años, Totti fue elogiado por su liderazgo.
Sin embargo, a pesar de su talento y habilidad, fue criticado en ocasiones por su carácter y falta de disciplina en el campo, lo que en ocasiones le hizo cometer faltas y recibir amonestaciones innecesarias; con once tarjetas rojas, es el sexto jugador con más expulsiones en la historia de la Serie A.

### Celebración de goles
Totti era conocido por sus exuberantes y humorísticas celebraciones de goles. Una de sus famosas celebraciones tuvo lugar el 11 de abril de 1999 en el segundo derbi de Roma de la temporada 1998-99, en el que marcó durante los últimos minutos del partido y lo celebró mostrando una camiseta bajo su uniforme, en la que se leía Vi ho purgato ancora (Os he purgado de nuevo), en referencia a lo sucedido en el anterior derbi contra la Lazio el 29 de noviembre de 1998, cuando Totti ayudó a la Roma a remontar un 3:1 con una asistencia a Eusebio Di Francesco para el 3:2 y, finalmente, con un gol suyo para el 3:3. En otro derbi contra la Lazio, se apoderó de una cámara en la banda y apuntó a los aficionados de la Roma.
Francesco ha exhibido numerosas camisetas con mensajes debajo de su uniforme a lo largo de los años, incluyendo dos para su entonces esposa; 6 Unica (Eres única) y 6 Sempre Unica (Sigues siendo la única), y una política Liberate Giuliana (Liberen a Giuliana) en honor a Giuliana Sgrena, una periodista italiana secuestrada en 2005 por insurgentes en Irak que fue liberada posteriormente. Uno de sus últimos mensajes fue Scusate il Ritardo (Perdón por el retraso), que mostró el 8 de enero de 2012 como disculpa a los aficionados por su sequía goleadora tras marcar su primer gol de la temporada contra el ChievoVerona.
Como homenaje a su entonces embarazada esposa, Ilary Blasi, Totti imitó una escena de parto metiendo el balón bajo su camiseta y tumbándose de espaldas mientras sus compañeros extraían el balón. Su ritual de chuparse el dedo tras un gol comenzó tras el nacimiento de su hijo y continuó tras el nacimiento de su hija. Blasi reveló que Totti también se chupaba el dedo en dedicación a ella y no solo por sus hijos. El 11 de enero de 2015, marcó dos goles contra la Lazio en el derbi cuando la Roma remontó un 2:0 en contra; después se hizo un selfi con los aficionados del club.

## Estadísticas

### Clubes
| Club                | Div.          | Temporada     | Liga  | Liga  | Liga   | Copas nacionales | Copas nacionales | Copas nacionales | Copas internacionales | Copas internacionales | Copas internacionales | Total | Total | Total  | Media goleadora |
| Club                | Div.          | Temporada     | Part. | Goles | Asist. | Part.            | Goles            | Asist.           | Part.                 | Goles                 | Asist.                | Part. | Goles | Asist. | Media goleadora |
| ------------------- | ------------- | ------------- | ----- | ----- | ------ | ---------------- | ---------------- | ---------------- | --------------------- | --------------------- | --------------------- | ----- | ----- | ------ | --------------- |
| A. S. Roma · Italia |               |               |       |       |        |                  |                  |                  |                       |                       |                       |       |       |        |                 |
| 1.ª                 | 1992-93       | 2             | 0     | 0     | 0      | 0                | 0                | 0                | 0                     | 0                     | 2                     | 0     | 0     | 0      |                 |
| 1.ª                 | 1993-94       | 8             | 0     | 0     | 2      | 0                | 0                | —                | —                     | —                     | 10                    | 0     | 0     | 0      |                 |
| 1.ª                 | 1994-95       | 21            | 4     | 6     | 4      | 3                | 0                | —                | —                     | —                     | 25                    | 7     | 6     | 0,22   |                 |
| 1.ª                 | 1995-96       | 28            | 2     | 8     | 1      | 0                | 0                | 7                | 2                     | 2                     | 36                    | 4     | 10    | 0,11   |                 |
| 1.ª                 | 1996-97       | 26            | 5     | 2     | 1      | 0                | 0                | 3                | 0                     | 2                     | 30                    | 5     | 4     | 0,17   |                 |
| 1.ª                 | 1997-98       | 30            | 13    | 2     | 6      | 1                | 1                | —                | —                     | —                     | 36                    | 14    | 3     | 0,39   |                 |
| 1.ª                 | 1998-99       | 31            | 12    | 5     | 3      | 1                | 0                | 8                | 3                     | 4                     | 42                    | 16    | 9     | 0,38   |                 |
| 1.ª                 | 1999-00       | 27            | 7     | 16    | 2      | 0                | 0                | 5                | 1                     | 0                     | 34                    | 8     | 16    | 0,24   |                 |
| 1.ª                 | 2000-01       | 30            | 13    | 5     | 2      | 1                | 0                | 3                | 2                     | 0                     | 35                    | 16    | 5     | 0,46   |                 |
| 1.ª                 | 2001-02       | 24            | 8     | 4     | 1      | 1                | 1                | 11               | 3                     | 1                     | 36                    | 12    | 6     | 0,33   |                 |
| 1.ª                 | 2002-03       | 24            | 14    | 2     | 5      | 3                | 4                | 6                | 3                     | 2                     | 35                    | 20    | 8     | 0,40   |                 |
| 1.ª                 | 2003-04       | 31            | 20    | 6     | 0      | 0                | 0                | 1                | 0                     | 1                     | 32                    | 20    | 7     | 0,63   |                 |
| 1.ª                 | 2004-05       | 29            | 12    | 3     | 7      | 3                | 0                | 4                | 0                     | 2                     | 40                    | 15    | 5     | 0,33   |                 |
| 1.ª                 | 2005-06       | 24            | 15    | 9     | 2      | 0                | 0                | 3                | 2                     | 0                     | 29                    | 17    | 9     | 0,59   |                 |
| 1.ª                 | 2006-07       | 35            | 26    | 8     | 6      | 2                | 4                | 9                | 4                     | 3                     | 50                    | 32    | 15    | 0,64   |                 |
| 1.ª                 | 2007-08       | 25            | 14    | 6     | 4      | 3                | 2                | 6                | 1                     | 1                     | 35                    | 18    | 9     | 0,51   |                 |
| 1.ª                 | 2008-09       | 24            | 13    | 4     | 1      | 0                | 0                | 7                | 2                     | 1                     | 32                    | 15    | 5     | 0,48   |                 |
| 1.ª                 | 2009-10       | 23            | 14    | 7     | 2      | 0                | 0                | 6                | 11                    | 2                     | 31                    | 25    | 9     | 0,81   |                 |
| 1.ª                 | 2010-11       | 32            | 15    | 9     | 1      | 0                | 1                | 7                | 2                     | 1                     | 40                    | 17    | 11    | 0,43   |                 |
| 1.ª                 | 2011-12       | 27            | 8     | 8     | 2      | 0                | 2                | 2                | 0                     | 1                     | 31                    | 8     | 11    | 0,26   |                 |
| 1.ª                 | 2012-13       | 34            | 12    | 14    | 3      | 0                | 0                | —                | —                     | —                     | 37                    | 12    | 14    | 0,32   |                 |
| 1.ª                 | 2013-14       | 26            | 8     | 10    | 3      | 0                | 1                | —                | —                     | —                     | 29                    | 8     | 11    | 0,28   |                 |
| 1.ª                 | 2014-15       | 27            | 8     | 6     | 2      | 0                | 0                | 7                | 2                     | 1                     | 36                    | 10    | 7     | 0,28   |                 |
| 1.ª                 | 2015-16       | 13            | 5     | 3     | 0      | 0                | 0                | 2                | 0                     | 0                     | 15                    | 5     | 3     | 0,33   |                 |
| 1.ª                 | 2016-17       | 18            | 2     | 3     | 4      | 1                | 0                | 6                | 0                     | 5                     | 28                    | 3     | 8     | 0,11   |                 |
| Total club          | Total club    | 619           | 250   | 146   | 64     | 19               | 16               | 103              | 38                    | 29                    | 786                   | 359   | 205   | 0,45   |                 |
| Total carrera       | Total carrera | Total carrera | 619   | 250   | 146    | 64               | 19               | 16               | 103                   | 38                    | 29                    | 786   | 359   | 205    | 0,45            |
| 1. 2. 3.            |               |               |       |       |        |                  |                  |                  |                       |                       |                       |       |       |        |                 |

### Selección nacional
| Selección                    | Cat.           | Año            | Amistosos | Amistosos | Amistosos | Continental | Continental | Continental | Mundial | Mundial | Mundial | Total | Total | Total  | Media goleadora |
| Selección                    | Cat.           | Año            | Part.     | Goles     | Asist.    | Part.       | Goles       | Asist.      | Part.   | Goles   | Asist.  | Part. | Goles | Asist. | Media goleadora |
| ---------------------------- | -------------- | -------------- | --------- | --------- | --------- | ----------- | ----------- | ----------- | ------- | ------- | ------- | ----- | ----- | ------ | --------------- |
| Selección de Italia · Italia | Sub-15         | 1992           | 6         | 3         | 1         | —           | —           | —           | —       | —       | —       | 6     | 3     | 1      | 0,50            |
| Selección de Italia · Italia | Total sub-15   | Total sub-15   | 6         | 3         | 1         | —           | —           | —           | —       | —       | —       | 6     | 3     | 1      | 0,50            |
| Selección de Italia · Italia | Sub-16         | 1991           | 4         | 1         | 2         | 4           | 0           | 1           | —       | —       | —       | 8     | 1     | 3      | 0,13            |
| Selección de Italia · Italia | Sub-16         | 1992           | —         | —         | —         | 5           | 1           | 2           | —       | —       | —       | 5     | 1     | 2      | 0,20            |
| Selección de Italia · Italia | Total sub-16   | Total sub-16   | 4         | 1         | 2         | 9           | 1           | 3           | —       | —       | —       | 13    | 2     | 5      | 0,15            |
| Selección de Italia · Italia | Sub-17         | 1993           | —         | —         | —         | —           | —           | —           | 2       | 1       | 0       | 2     | 1     | 0      | 0,50            |
| Selección de Italia · Italia | Total sub-17   | Total sub-17   | —         | —         | —         | —           | —           | —           | 2       | 1       | 0       | 2     | 1     | 0      | 0,50            |
| Selección de Italia · Italia | Sub-18         | 1993           | —         | —         | —         | 6           | 2           | 3           | —       | —       | —       | 6     | 2     | 3      | 0,33            |
| Selección de Italia · Italia | Sub-18         | 1994           | —         | —         | —         | 2           | 2           | 1           | —       | —       | —       | 2     | 2     | 1      | 1,00            |
| Selección de Italia · Italia | Sub-18         | 1995           | 2         | 1         | 0         | 4           | 2           | 2           | —       | —       | —       | 6     | 3     | 2      | 0,50            |
| Selección de Italia · Italia | Total sub-18   | Total sub-18   | 2         | 1         | 0         | 12          | 6           | 6           | —       | —       | —       | 14    | 7     | 6      | 0,50            |
| Selección de Italia · Italia | Sub-21         | 1995           | 2         | 1         | 1         | —           | —           | —           | —       | —       | —       | 2     | 1     | 1      | 0,50            |
| Selección de Italia · Italia | Sub-21         | 1996           | —         | —         | —         | 2           | 1           | 0           | —       | —       | —       | 2     | 1     | 0      | 0,50            |
| Selección de Italia · Italia | Sub-21         | 1997           | —         | —         | —         | 4           | 2           | 1           | —       | —       | —       | 4     | 2     | 1      | 0,50            |
| Selección de Italia · Italia | Total sub-21   | Total sub-21   | 2         | 1         | 1         | 6           | 3           | 1           | —       | —       | —       | 8     | 4     | 2      | 0,50            |
| Selección de Italia · Italia | Sub-23         | 1997           | —         | —         | —         | 4           | 2           | 1           | —       | —       | —       | 4     | 2     | 1      | 0,50            |
| Selección de Italia · Italia | Total sub-23   | Total sub-23   | —         | —         | —         | 4           | 2           | 1           | —       | —       | —       | 4     | 2     | 1      | 0,50            |
| Selección de Italia · Italia | Absoluta       | 1998           | 2         | 0         | 1         | 1           | 0           | 0           | —       | —       | —       | 3     | 0     | 1      | 0,00            |
| Selección de Italia · Italia | Absoluta       | 1999           | 3         | 0         | 0         | 3           | 0           | 1           | —       | —       | —       | 6     | 0     | 1      | 0,00            |
| Selección de Italia · Italia | Absoluta       | 2000           | 4         | 1         | 1         | 8           | 3           | 3           | —       | —       | —       | 12    | 4     | 4      | 0,33            |
| Selección de Italia · Italia | Absoluta       | 2001           | 2         | 0         | 0         | 4           | 1           | 2           | —       | —       | —       | 6     | 1     | 2      | 0,17            |
| Selección de Italia · Italia | Absoluta       | 2002           | 2         | 0         | 0         | —           | —           | —           | 4       | 0       | 2       | 6     | 0     | 2      | 0,00            |
| Selección de Italia · Italia | Absoluta       | 2003           | 2         | 0         | 2         | 3           | 1           | 5           | —       | —       | —       | 5     | 1     | 7      | 0,20            |
| Selección de Italia · Italia | Absoluta       | 2004           | 3         | 0         | 2         | 3           | 2           | 0           | —       | —       | —       | 6     | 2     | 2      | 0,33            |
| Selección de Italia · Italia | Absoluta       | 2005           | 1         | 0         | 0         | 4           | 0           | 1           | —       | —       | —       | 5     | 0     | 1      | 0,00            |
| Selección de Italia · Italia | Absoluta       | 2006           | 2         | 0         | 0         | —           | —           | —           | 7       | 1       | 4       | 9     | 1     | 4      | 0,11            |
| Selección de Italia · Italia | Total Absoluta | Total Absoluta | 21        | 1         | 6         | 26          | 7           | 12          | 11      | 1       | 6       | 58    | 9     | 24     | 0,16            |
| Selección de Italia · Italia | Total carrera  | Total carrera  | 35        | 7         | 10        | 57          | 19          | 23          | 13      | 2       | 6       | 105   | 28    | 39     | 0,27            |
| 1. 2.                        |                |                |           |           |           |             |             |             |         |         |         |       |       |        |                 |

| \| Fecha \| Ciudad \| Local \| Resultado \| Visitante \| Competencia \| Goles \| \| ---------- \| ----------------- \| --------------- \| --------- \| --------------- \| ------------------------------ \| ----- \| \| 10-10-1998 \| Údine \| Italia \| 2-0 \| Suiza \| Clasificación Eurocopa 2000 \| 0 \| \| 18-11-1998 \| Salerno \| Italia \| 2-2 \| España \| Amistoso \| 0 \| \| 16-12-1998 \| Roma \| Italia \| 6-2 \| World Stars \| Amistoso \| 0 \| \| 10-02-1999 \| Pisa \| Italia \| 0-0 \| Noruega \| Amistoso \| 0 \| \| 27-03-1999 \| Copenhague \| Dinamarca \| 1-2 \| Italia \| Clasificación Eurocopa 2000 \| 0 \| \| 31-03-1999 \| Ancona \| Italia \| 1-1 \| Bielorrusia \| Clasificación Eurocopa 2000 \| 0 \| \| 28-04-1999 \| Zagreb \| Croacia \| 0-0 \| Italia \| Amistoso \| 0 \| \| 08-09-1999 \| Nápoles \| Italia \| 2-3 \| Dinamarca \| Clasificación Eurocopa 2000 \| 0 \| \| 13-11-1999 \| Lecce \| Italia \| 1-3 \| Bélgica \| Amistoso \| 0 \| \| 23-02-2000 \| Palermo \| Italia \| 1-0 \| Suecia \| Amistoso \| 0 \| \| 29-03-2000 \| Barcelona \| España \| 2-0 \| Italia \| Amistoso \| 0 \| \| 26-04-2000 \| Regio de Calabria \| Italia \| 2-0 \| Portugal \| Amistoso \| 1 \| \| 03-06-2000 \| Oslo \| Noruega \| 1-0 \| Italia \| Amistoso \| 0 \| \| 11-06-2000 \| Arnhem \| Turquía \| 1-2 \| Italia \| Eurocopa 2000 \| 0 \| \| 14-06-2000 \| Bruselas \| Italia \| 2-0 \| Bélgica \| Eurocopa 2000 \| 1 \| \| 24-06-2000 \| Bruselas \| Italia \| 2-0 \| Rumania \| Eurocopa 2000 \| 1 \| \| 29-06-2000 \| Ámsterdam \| Italia \| 0-0 / 3-1 \| Países Bajos \| Eurocopa 2000 \| 0 \| \| 07-07-2000 \| Róterdam \| Francia \| 2-1 \| Italia \| Eurocopa 2000 \| 0 \| \| 03-09-2000 \| Budapest \| Hungría \| 2-2 \| Italia \| Clasificación Mundial 2002 \| 0 \| \| 07-10-2000 \| Milán \| Italia \| 3-0 \| Rumania \| Clasificación Mundial 2002 \| 1 \| \| 11-10-2000 \| Ancona \| Italia \| 2-0 \| Georgia \| Clasificación Mundial 2002 \| 0 \| \| 28-02-2001 \| Roma \| Italia \| 1-2 \| Argentina \| Amistoso \| 0 \| \| 28-03-2001 \| Trieste \| Italia \| 4-0 \| Lituania \| Clasificación Mundial 2002 \| 0 \| \| 02-06-2001 \| Tiflis \| Georgia \| 1-2 \| Italia \| Clasificación Mundial 2002 \| 1 \| \| 01-09-2001 \| Kaunas \| Lituania \| 0-0 \| Italia \| Clasificación Mundial 2002 \| 0 \| \| 06-10-2001 \| Parma \| Italia \| 1-0 \| Hungría \| Clasificación Mundial 2002 \| 0 \| \| 07-11-2001 \| Saitama \| Japón \| 1-1 \| Italia \| Amistoso \| 0 \| \| 13-02-2002 \| Catania \| Italia \| 1-0 \| Estados Unidos \| Amistoso \| 0 \| \| 27-03-2002 \| Leeds \| Inglaterra \| 1-2 \| Italia \| Amistoso \| 0 \| \| 03-06-2002 \| Sapporo \| Italia \| 2-0 \| Ecuador \| Copa Mundial de Fútbol de 2002 \| 0 \| \| 08-06-2002 \| Kashima \| Italia \| 1-2 \| Croacia \| Copa Mundial de Fútbol de 2002 \| 0 \| \| 13-06-2002 \| Ōita \| Italia \| 1-1 \| México \| Copa Mundial de Fútbol de 2002 \| 0 \| \| 18-06-2002 \| Daejeon \| Italia \| 1-2 \| Corea del Sur \| Copa Mundial de Fútbol de 2002 \| 0 \| \| 29-03-2003 \| Palermo \| Italia \| 2-0 \| Finlandia \| Clasificación Eurocopa 2004 \| 0 \| \| 11-06-2003 \| Helsinki \| Finlandia \| 0-2 \| Italia \| Clasificación Eurocopa 2004 \| 1 \| \| 20-08-2003 \| Stuttgart \| Alemania \| 0-1 \| Italia \| Amistoso \| 0 \| \| 11-10-2003 \| Regio de Calabria \| Italia \| 4-0 \| Azerbaiyán \| Clasificación Eurocopa 2004 \| 0 \| \| 16-11-2003 \| Ancona \| Italia \| 1-0 \| Rumania \| Amistoso \| 0 \| \| 18-02-2004 \| Palermo \| Italia \| 2-2 \| República Checa \| Amistoso \| 0 \| \| 31-03-2004 \| Braga \| Portugal \| 1-2 \| Italia \| Amistoso \| 0 \| \| 30-05-2004 \| Túnez \| Túnez \| 0-4 \| Italia \| Amistoso \| 0 \| \| 14-06-2004 \| Guimarães \| Dinamarca \| 0-0 \| Italia \| Eurocopa 2004 \| 0 \| \| 09-10-2004 \| Celje \| Eslovenia \| 1-0 \| Italia \| Clasificación Mundial 2006 \| 0 \| \| 13-10-2004 \| Parma \| Italia \| 4-3 \| Bielorrusia \| Clasificación Mundial 2006 \| 2 \| \| 09-02-2005 \| Cagliari \| Italia \| 2-0 \| Rusia \| Amistoso \| 0 \| \| 26-03-2005 \| Milán \| Italia \| 2-0 \| Escocia \| Clasificación Mundial 2006 \| 0 \| \| 03-09-2005 \| Glasgow \| Escocia \| 1-1 \| Italia \| Clasificación Mundial 2006 \| 0 \| \| 07-09-2005 \| Minsk \| Bielorrusia \| 1-4 \| Italia \| Clasificación Mundial 2006 \| 0 \| \| 08-10-2005 \| Palermo \| Italia \| 1-0 \| Eslovenia \| Clasificación Mundial 2006 \| 0 \| \| 31-05-2006 \| Ginebra \| Suiza \| 1-1 \| Italia \| Amistoso \| 0 \| \| 02-06-2006 \| Lausana \| Italia \| 0-0 \| Ucrania \| Amistoso \| 0 \| \| 12-06-2006 \| Hannover \| Italia \| 2-0 \| Ghana \| Copa Mundial de Fútbol de 2006 \| 0 \| \| 17-06-2006 \| Kaiserslautern \| Italia \| 1-1 \| Estados Unidos \| Copa Mundial de Fútbol de 2006 \| 0 \| \| 22-06-2006 \| Hamburgo \| República Checa \| 0-2 \| Italia \| Copa Mundial de Fútbol de 2006 \| 0 \| \| 26-06-2006 \| Kaiserslautern \| Italia \| 1-0 \| Australia \| Copa Mundial de Fútbol de 2006 \| 1 \| \| 30-06-2006 \| Hamburgo \| Italia \| 3-0 \| Ucrania \| Copa Mundial de Fútbol de 2006 \| 0 \| \| 04-07-2006 \| Dortmund \| Alemania \| 0-2 \| Italia \| Copa Mundial de Fútbol de 2006 \| 0 \| \| 09-07-2006 \| Berlín \| Italia \| 1-1 / 5-3 \| Francia \| Copa Mundial de Fútbol de 2006 \| 0 \| \| Total \| \| Presencias \| 58 \| \| Goles \| 9 \| |                   |                 |           |                 |                                |       |
| Fecha | Ciudad            | Local           | Resultado | Visitante       | Competencia                    | Goles |
| 10-10-1998 | Údine             | Italia          | 2-0       | Suiza           | Clasificación Eurocopa 2000    | 0     |
| 18-11-1998 | Salerno           | Italia          | 2-2       | España          | Amistoso                       | 0     |
| 16-12-1998 | Roma              | Italia          | 6-2       | World Stars     | Amistoso                       | 0     |
| 10-02-1999 | Pisa              | Italia          | 0-0       | Noruega         | Amistoso                       | 0     |
| 27-03-1999 | Copenhague        | Dinamarca       | 1-2       | Italia          | Clasificación Eurocopa 2000    | 0     |
| 31-03-1999 | Ancona            | Italia          | 1-1       | Bielorrusia     | Clasificación Eurocopa 2000    | 0     |
| 28-04-1999 | Zagreb            | Croacia         | 0-0       | Italia          | Amistoso                       | 0     |
| 08-09-1999 | Nápoles           | Italia          | 2-3       | Dinamarca       | Clasificación Eurocopa 2000    | 0     |
| 13-11-1999 | Lecce             | Italia          | 1-3       | Bélgica         | Amistoso                       | 0     |
| 23-02-2000 | Palermo           | Italia          | 1-0       | Suecia          | Amistoso                       | 0     |
| 29-03-2000 | Barcelona         | España          | 2-0       | Italia          | Amistoso                       | 0     |
| 26-04-2000 | Regio de Calabria | Italia          | 2-0       | Portugal        | Amistoso                       | 1     |
| 03-06-2000 | Oslo              | Noruega         | 1-0       | Italia          | Amistoso                       | 0     |
| 11-06-2000 | Arnhem            | Turquía         | 1-2       | Italia          | Eurocopa 2000                  | 0     |
| 14-06-2000 | Bruselas          | Italia          | 2-0       | Bélgica         | Eurocopa 2000                  | 1     |
| 24-06-2000 | Bruselas          | Italia          | 2-0       | Rumania         | Eurocopa 2000                  | 1     |
| 29-06-2000 | Ámsterdam         | Italia          | 0-0 / 3-1 | Países Bajos    | Eurocopa 2000                  | 0     |
| 07-07-2000 | Róterdam          | Francia         | 2-1       | Italia          | Eurocopa 2000                  | 0     |
| 03-09-2000 | Budapest          | Hungría         | 2-2       | Italia          | Clasificación Mundial 2002     | 0     |
| 07-10-2000 | Milán             | Italia          | 3-0       | Rumania         | Clasificación Mundial 2002     | 1     |
| 11-10-2000 | Ancona            | Italia          | 2-0       | Georgia         | Clasificación Mundial 2002     | 0     |
| 28-02-2001 | Roma              | Italia          | 1-2       | Argentina       | Amistoso                       | 0     |
| 28-03-2001 | Trieste           | Italia          | 4-0       | Lituania        | Clasificación Mundial 2002     | 0     |
| 02-06-2001 | Tiflis            | Georgia         | 1-2       | Italia          | Clasificación Mundial 2002     | 1     |
| 01-09-2001 | Kaunas            | Lituania        | 0-0       | Italia          | Clasificación Mundial 2002     | 0     |
| 06-10-2001 | Parma             | Italia          | 1-0       | Hungría         | Clasificación Mundial 2002     | 0     |
| 07-11-2001 | Saitama           | Japón           | 1-1       | Italia          | Amistoso                       | 0     |
| 13-02-2002 | Catania           | Italia          | 1-0       | Estados Unidos  | Amistoso                       | 0     |
| 27-03-2002 | Leeds             | Inglaterra      | 1-2       | Italia          | Amistoso                       | 0     |
| 03-06-2002 | Sapporo           | Italia          | 2-0       | Ecuador         | Copa Mundial de Fútbol de 2002 | 0     |
| 08-06-2002 | Kashima           | Italia          | 1-2       | Croacia         | Copa Mundial de Fútbol de 2002 | 0     |
| 13-06-2002 | Ōita              | Italia          | 1-1       | México          | Copa Mundial de Fútbol de 2002 | 0     |
| 18-06-2002 | Daejeon           | Italia          | 1-2       | Corea del Sur   | Copa Mundial de Fútbol de 2002 | 0     |
| 29-03-2003 | Palermo           | Italia          | 2-0       | Finlandia       | Clasificación Eurocopa 2004    | 0     |
| 11-06-2003 | Helsinki          | Finlandia       | 0-2       | Italia          | Clasificación Eurocopa 2004    | 1     |
| 20-08-2003 | Stuttgart         | Alemania        | 0-1       | Italia          | Amistoso                       | 0     |
| 11-10-2003 | Regio de Calabria | Italia          | 4-0       | Azerbaiyán      | Clasificación Eurocopa 2004    | 0     |
| 16-11-2003 | Ancona            | Italia          | 1-0       | Rumania         | Amistoso                       | 0     |
| 18-02-2004 | Palermo           | Italia          | 2-2       | República Checa | Amistoso                       | 0     |
| 31-03-2004 | Braga             | Portugal        | 1-2       | Italia          | Amistoso                       | 0     |
| 30-05-2004 | Túnez             | Túnez           | 0-4       | Italia          | Amistoso                       | 0     |
| 14-06-2004 | Guimarães         | Dinamarca       | 0-0       | Italia          | Eurocopa 2004                  | 0     |
| 09-10-2004 | Celje             | Eslovenia       | 1-0       | Italia          | Clasificación Mundial 2006     | 0     |
| 13-10-2004 | Parma             | Italia          | 4-3       | Bielorrusia     | Clasificación Mundial 2006     | 2     |
| 09-02-2005 | Cagliari          | Italia          | 2-0       | Rusia           | Amistoso                       | 0     |
| 26-03-2005 | Milán             | Italia          | 2-0       | Escocia         | Clasificación Mundial 2006     | 0     |
| 03-09-2005 | Glasgow           | Escocia         | 1-1       | Italia          | Clasificación Mundial 2006     | 0     |
| 07-09-2005 | Minsk             | Bielorrusia     | 1-4       | Italia          | Clasificación Mundial 2006     | 0     |
| 08-10-2005 | Palermo           | Italia          | 1-0       | Eslovenia       | Clasificación Mundial 2006     | 0     |
| 31-05-2006 | Ginebra           | Suiza           | 1-1       | Italia          | Amistoso                       | 0     |
| 02-06-2006 | Lausana           | Italia          | 0-0       | Ucrania         | Amistoso                       | 0     |
| 12-06-2006 | Hannover          | Italia          | 2-0       | Ghana           | Copa Mundial de Fútbol de 2006 | 0     |
| 17-06-2006 | Kaiserslautern    | Italia          | 1-1       | Estados Unidos  | Copa Mundial de Fútbol de 2006 | 0     |
| 22-06-2006 | Hamburgo          | República Checa | 0-2       | Italia          | Copa Mundial de Fútbol de 2006 | 0     |
| 26-06-2006 | Kaiserslautern    | Italia          | 1-0       | Australia       | Copa Mundial de Fútbol de 2006 | 1     |
| 30-06-2006 | Hamburgo          | Italia          | 3-0       | Ucrania         | Copa Mundial de Fútbol de 2006 | 0     |
| 04-07-2006 | Dortmund          | Alemania        | 0-2       | Italia          | Copa Mundial de Fútbol de 2006 | 0     |
| 09-07-2006 | Berlín            | Italia          | 1-1 / 5-3 | Francia         | Copa Mundial de Fútbol de 2006 | 0     |
| Total |                   | Presencias      | 58        |                 | Goles                          | 9     |

### Resumen estadístico
| Competición           | Partidos | Goles | Asistencias | Promedio |
| --------------------- | -------- | ----- | ----------- | -------- |
| Liga                  | 619      | 250   | 146         | 0,40     |
| Copas nacionales      | 64       | 19    | 16          | 0,30     |
| Copas Internacionales | 103      | 38    | 29          | 0,37     |
| Selección Sub-15      | 6        | 3     | 1           | 0,50     |
| Selección Sub-16      | 13       | 2     | 5           | 0,15     |
| Selección Sub-17      | 2        | 1     | 0           | 0,50     |
| Selección Sub-18      | 14       | 7     | 6           | 0,50     |
| Selección Sub-21      | 8        | 4     | 2           | 0,50     |
| Selección Sub-23      | 4        | 2     | 1           | 0,50     |
| Selección Absoluta    | 58       | 9     | 24          | 0,16     |
| Total                 | 891      | 335   | 230         | 0,38     |

## Palmarés

### Títulos nacionales
| Título              | Club       | País   | Año     |
| ------------------- | ---------- | ------ | ------- |
| Serie A             | A. S. Roma | Italia | 2000-01 |
| Supercopa de Italia | A. S. Roma | Italia | 2001    |
| Copa Italia         | A. S. Roma | Italia | 2006-07 |
| Supercopa de Italia | A. S. Roma | Italia | 2007    |
| Copa Italia         | A. S. Roma | Italia | 2007-08 |

### Títulos internacionales
| Título                          | Equipo                     | País   | Año  |
| ------------------------------- | -------------------------- | ------ | ---- |
| Eurocopa Sub-21                 | Selección Sub-21 de Italia | Italia | 1996 |
| Oro en los Juegos Mediterráneos | Selección Sub-23 de Italia | Italia | 1997 |
| Copa Mundial de Fútbol          | Selección de Italia        | Italia | 2006 |

### Distinciones individuales
| Distinción                                                     | Año     |
| -------------------------------------------------------------- | ------- |
| Guerin d'Oro.                                                  | 1997-98 |
| Máximo asistidor de la Serie A.                                | 1998-99 |
| Oscar del Calcio al Futbolista Joven del Año en la Serie A.    | 1999    |
| Oscar del Calcio al Futbolista Italiano del Año en la Serie A. | 2000    |
| Oscar del Calcio al Futbolista del Año en la Serie A.          | 2000    |
| Jugador del partido de la Final de la Eurocopa 2000.           | 2000    |
| Equipo de las Estrellas de la Eurocopa.                        | 2000    |
| Equipo del Año de la European Sports Magazine.                 | 2000-01 |
| Oscar del Calcio al Futbolista Italiano del Año en la Serie A. | 2001    |
| Oscar del Calcio al Futbolista Italiano del Año en la Serie A. | 2003    |
| Oscar del Calcio al Futbolista del Año en la Serie A.          | 2003    |
| Guerin de Oro.                                                 | 2003-04 |
| Equipo del Año de la European Sports Magazine.                 | 2003-04 |
| Oscar del Calcio al Futbolista Italiano del Año en la Serie A. | 2004    |
| Futbolistas FIFA 100                                           | 2004    |
| Gol del Año de la Serie A.                                     | 2005    |
| Máximo asistidor de la Copa Mundial de Fútbol.                 | 2006    |
| Equipo de las Estrellas de la Copa Mundial de Fútbol           | 2006    |
| Gol del Año de la Serie A.                                     | 2006    |
| Capocannoniere de la Serie A                                   | 2006-07 |
| Equipo del Año de la European Sports Magazine.                 | 2006-07 |
| Oscar del Calcio al Futbolista Italiano del Año en la Serie A. | 2007    |
| Bota de Oro.                                                   | 2007    |
| Golden Foot                                                    | 2010    |
| Máximo asistidor de la Serie A.                                | 2013-14 |
| Premio Nacional a la Carrera Ejemplar «Gaetano Scirea».        | 2014    |
| Premio Internacional Giacinto Facchetti.                       | 2014    |
| Equipo Ideal de la Eurocopa Sub-21.                            | 2015    |
| UEFA President's Award.                                        | 2017    |
| Globe Soccer Awards.                                           | 2017    |
| Gazzetta Sports Awards.                                        | 2017    |
| Salón de la Fama de la A. S. Roma.                             | 2017    |
| Salón de la Fama del fútbol italiano.                          | 2018    |
| Premio Laureus.                                                | 2018    |
| AIC Lifetime Achievement Award.                                | 2018    |

## Condecoraciones
| Condecoración                                             | Año  |
| --------------------------------------------------------- | ---- |
| Caballero de la Orden al Mérito de la República Italiana. | 2000 |
| Collar de Oro al Mérito Deportivo.                        | 2006 |
| Oficial de la Orden al Mérito de la República Italiana.   | 2006 |

## Vida privada
Totti se casó con Ilary Blasi, una showgirl y copresentadora del programa Le Iene de Italia 1, el 19 de junio de 2005 en la Basílica de Santa María en Aracoeli. La boda fue transmitida en vivo por el canal de televisión SKY TG24 y la recaudación fue donada a la caridad. Su primer hijo, Cristian, nació el 6 de noviembre de 2005. Su segundo hijo, una niña llamada Chanel, nació el 13 de mayo de 2007. El 10 de marzo de 2016, la pareja tuvo su tercera hija, Isabel. La pareja era conocida como los «Beckham italianos» y su vida privada fue objeto de frecuentes especulaciones en las revistas y periódicos italianos. El 11 de julio de 2022 se anunció su separación. Francesco es católico.
El hermano de Totti, Riccardo, es su agente, y gestiona muchos de sus intereses comerciales y de marca, bajo el nombre de Número Diez, incluyendo la Academia Francesco Totti, una escuela de entrenamiento de fútbol, y la Escuela de Fútbol Totti, un campamento de fútbol para niños con discapacidades. También es propietario de un equipo de motociclismo denominado Totti Top Sport. Colecciona camisetas de equipos de todo el mundo de diferentes disciplinas deportivas. En 2003, después del encuentro entre Italia e Irlanda en el Torneo de las Seis Naciones de rugby, los jugadores irlandeses Brian O'Driscoll y Denis Hickie recibieron una camiseta de Totti a cambio de las suyas.
Aunque en su libro autobiográfico Un Capitán se define como apolítico, con ocasión de las elecciones generales y municipales de 2008 mostró públicamente su apoyo al candidato para Presidente del Consejo de Ministros de Italia, Walter Veltroni, así como a Francesco Rutelli para alcalde de Roma, ambos del Partido Democrático. El 12 de octubre de 2020, su padre, Enzo, murió a los 76 años a causa del COVID-19 durante la pandemia en Italia.

### Filantropía
Totti es embajador de buena voluntad de la UNICEF desde 2003 y embajador de Aldeas Infantiles SOS desde enero de 2006. Para recaudar fondos para una organización benéfica infantil, publicó dos libros de chistes autoconclusivos que se vendieron con éxito y que contenían chistes que los lugareños solían contar sobre él y sus compañeros de equipo. Algunos de los chistes se grabaron en breves sketches en los que aparecía junto a sus compañeros de la selección italiana Alessandro Del Piero, Gianluigi Buffon, Christian Vieri, Antonio Cassano, Marco Delvecchio, Alessandro Nesta y el técnico Giovanni Trapattoni en un breve espectáculo llamado La sai l'ultima di Totti. El 16 de enero de 2008, apareció como PaperTotti en la serie de cómics de Disney Topolino. La recaudación de las suscripciones se destinó a fines benéficos. El 12 de mayo de 2008, el capitán de la Roma participó en un partido de recaudación de fondos entre cantantes y celebridades, con el fin de contribuir a la construcción del Campus Produttivo della Legalità e della Solidarietà (Campus Productivo de la Legalidad y la Solidaridad).
En 2009, Francesco ayudó a lanzar una nueva campaña de promoción del Fútbol Adopta Niños Abandonados, que surgió en colaboración con los Amigos de los Niños y la Asociación de Jugadores Italianos. En el proyecto, adoptó un equipo de unos 11 jóvenes kenianos para que jugaran fútbol en Nairobi, y posteriormente para entrenarlos. En 2015, Totti y varios de sus compañeros de equipo participaron en la campaña «Tenis con Estrellas» en el Foro Itálico de Roma, un evento para ayudar a los niños desfavorecidos. En el evento participaron tenistas como Novak Djokovic y Flavia Pennetta. El 27 de septiembre de 2016, celebró su 40 cumpleaños en directo en su nueva página de Facebook, en el castillo de Tor Crescenza, en Roma. Totti grabó un mensaje de vídeo para una paciente hospitalaria en coma que despertó del mismo cuando se reprodujo su voz; Totti visitó a la paciente en el hospital en septiembre de 2020.

### Televisión, cine y publicidad
En 2002, Gianni Agnelli, principal ejecutivo de Fiat, aficionado de toda la vida y expresidente de la Juventus, eligió a Totti para publicitar el lanzamiento del nuevo Stilo en lugar de un jugador de la Juventus. Tras ser fichado por la empresa de ropa deportiva Nike, Totti apareció en el anuncio del Torneo Secreto de Nike, dirigido por Terry Gilliam antes de la Copa del Mundo de 2002 en Corea del Sur y Japón. Apareció junto a Ronaldo, Ronaldinho, Luís Figo, Roberto Carlos e Hidetoshi Nakata, con el exfutbolista Éric Cantona como árbitro del torneo.
Totti ha aparecido en la serie de videojuegos FIFA de EA Sports; protagonizó la portada de la edición italiana de FIFA 2002. También apareció en la portada de Pro Evolution Soccer 4 junto a Thierry Henry y Pierluigi Collina. Entre 2005 y 2008, sus patrocinadores cambiaron a la empresa de ropa deportiva Diadora y al refresco Pepsi Twist, con un anuncio rodado en los campos de Trigoria por el director Gabriele Muccino. Desde mayo de 2006, apareció en anuncios de la compañía telefónica Vodafone. En diciembre de 2006, Totti y su esposa Ilary Blasi prestaron sus voces para un doblaje en italiano de un episodio de la serie de televisión Los Simpson titulado Marge and Homer Turn a Couple Play, en el que Totti ponía la voz a Buck Mitchell. En 2007, apareció en la película L'allenatore nel Pallone 2 en el papel de un abogado defensor. Desde 2008, ha participado varias veces en el programa de televisión C'è posta per te, en la segunda serie del drama italiano Cesaroni, en el reality show Grande Fratello 8 y en un episodio de Paperissima. En septiembre de 2008, apareció en los quioscos de la región de Lacio una colección de figuritas dedicadas a él con el título «Francesco Totti, el capitán». En 2009, envió un mensaje de apoyo a los jóvenes iraníes durante las protestas electorales en Irán de 2009. En febrero de 2010, fue nombrado embajador de la empresa de póquer en línea PartyPoker.
En mayo de 2010, Totti apareció junto al actor Russell Crowe en Roma para promocionar la edición especial de la película Gladiator, celebrando el décimo año del estreno de la película. En diciembre de 2014, se crearon dos murales de Totti, patrocinados por Nike, en Roma. En 2014, el artista suizo David Diehl pintó a Totti como uno de los 16 iconos del fútbol más queridos por sus aficionados. En 2015, France Football lo calificó como uno de los diez mejores futbolistas del mundo mayores de 36 años. En 2015, la famosa celebración de gol selfie de Totti se incluyó entre las celebraciones de gol disponibles para FIFA 16 y Pro Evolution Soccer 2016; también hizo un selfi en el tráiler oficial del videojuego en YouTube. El 1 de agosto de 2017, se lanzó al espacio desde la Guayana Francesa un cohete con la camiseta número 10 de Totti de su último partido con la Roma contra el Genoa. En 2020 fue protagonista de My Name Is Francesco Totti (Mi chiamo Francesco Totti), un documental de Alex Infascelli.